# Масса-е-Коцциле
Масса-е-Коцциле (італ. Massa e Cozzile) — муніципалітет в Італії, у регіоні Тоскана,  провінція Пістоя.
Масса-е-Коцциле розташована на відстані близько 270 км на північний захід від Рима, 45 км на захід від Флоренції, 14 км на захід від Пістої.
Населення — 7974 особи (2014).

## Демографія
Населення за роками:

Станом на 1 січня 2023 року в муніципалітеті офіційно проживали 853 іноземці з 58 країн, серед них 329 громадян країн Євросоюзу та 21 громадянин України.

## Сусідні муніципалітети
- Буджано
- Марліана
- Монтекатіні-Терме
- Пеша